# Leuckartova reakce

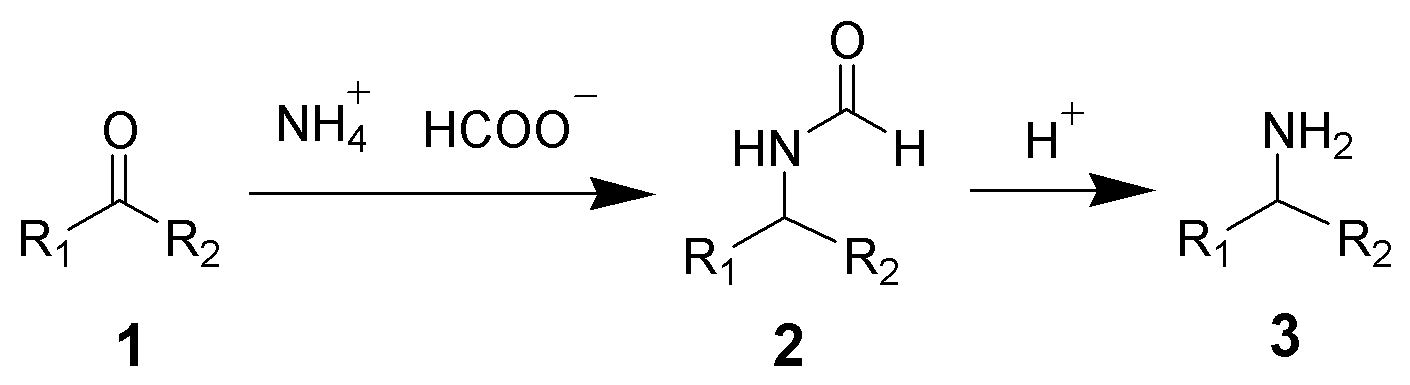
Přeměna ketonu na amin reduktivní aminací mravenčanem amonným

Leuckartova reakce je organická reakce, při které se mění aldehydy či ketony na aminy prostřednictvím reduktivní aminace při zahřívání reakční směsi. Používá se při ní mravenčan amonný nebo formamid, jako zdroj dusíku a redukční činidlo.
K této reakci jsou potřeba vysoké teploty, obvykle mezi 120 a 130 °C; při použití formamidu i nad 165 °C.

## Historie
Leuckartova reakce je pojmenována po německém chemikovi Rudolfu Leuckartovi, který zjistil, že zahříváním benzaldehydu s formamidem nevzniká předpokládaný benzylidendiformamid, nýbrž fenylmethylamin.
V roce 1891 jeho spolupracovník Otto Wallach provedl další reakce aldehydů a alicyklických a terpenoidových ketonů, čímž poukázal na obecnou využitelnost reakce. Postupně bylo nalezeno několik způsobů, jak zlepšit výtěžnost reakce a uskutečnit ji za mírnějších podmínek. C. B. Pollard a David C. Young prověřili několik způsobů tvorby aminů: použití formamidu, mravenčanu ammonného nebo obou těchto látek, případně přidání kyseliny mravenčí k formamidu; nejlepší výsledky byly při použití samotného mravenčanu. U formamidu byly výtěžky nižší, ovšem šlo je zvýšit použitím velkého přebytku formamidu nebo přidáním mravenčanu amonného, síranu amonného, nebo chloridu hořečnatého jako katalyzátoru.

## Mechanismus

### S mravenčanem amonným

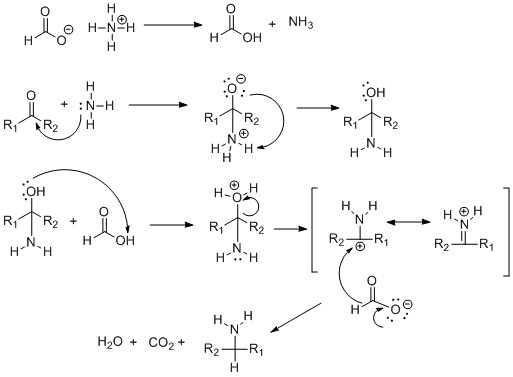
Mechanismus přeměny ketonu nebo aldehydu na amin pomocí mravenčanu amonného

Mravenčan amonný se nejprve disociuje na kyselinu mravenčí a amoniak, amoniak poté nukleofilně atakuje karbonylový uhlík. Kyslík deprotonuje dusík a vytvoří hydroxyl. Hydroxyl se poté protonuje vodíkem z kyseliny mravenčí, čímž vzniká molekula vody a rezonančně stabilizovaný karbokation. Ten následně reaguje s vodíkem pocházejícím z kyseliny mravenčí a vytvoří se oxid uhličitý a amin.

### S formamidem

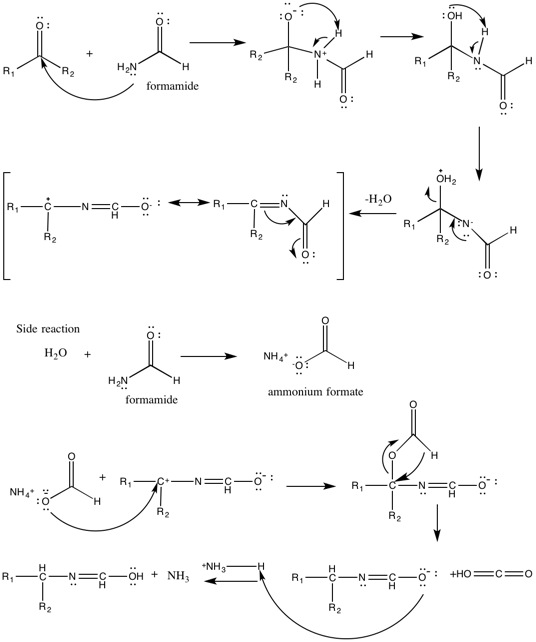
Mechanismus Leuckartovy reakce využívající k redukci formamid

Formamid nukleofilně atakuje karbonylový uhlík, poté je kyslík protonován odštěpením vodíkového atomu od dusíku, což vytvoří vodu a rezonančně stabilizovaný N-formylový meziprodukt. Voda hydrolyzuje formamid na mravenčan amonný, jenž slouží jako aktivní redukční činidlo a váže se na N-formylovou sloučeninu. Proběhne přenos hydridu, který způsobí oddělení oxidu uhličitého. Amonný kation vytvoří imin a uvolní amoniak. Imin je nakonec hydrolyzován za tvorby aminu.

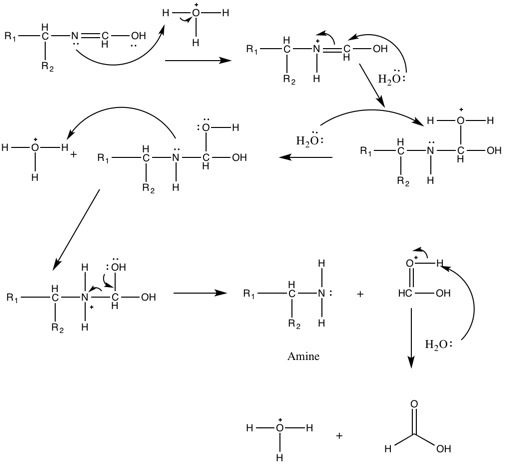
Hydrolýza iminu

## Použití
Leuckartova reakce je součástí syntézy tetrahydro-1,4 benzodiazepin-5-onu, molekuly patřící mezi benzodiazepiny.
Mnoho těchto sloučenin potlačuje činnost centrální nervové soustavy a využití mají například v antibiotikách a při léčbě vředů a HIV. Tetrahydro-1,4-benzodiazepin-5-ony lze s využitím Leuckartových reakcí připravit s vysokými výtěžky a velmi čisté; jako redukční činidlo při tom slouží kyselina mravenčí.